# Max Laxan
Max Laxan, né le 9 décembre 1919 à Maisons-Alfort et décédé le 15 décembre 2011 à Paris 5e, fut un haut fonctionnaire français. Il est considéré comme l'un des metteurs au point de la TVA.

## Carrière
- 1939: inspecteur de l'enregistrement.
- 1945-1947 :  École nationale d’administration (ENA), en sort inspecteur des finances stagiaire.
-  du 30 août 1961 au 31 juillet 1967 : directeur général des impôts
- 1967 : sous-gouverneur du Crédit foncier.
- octobre 1979 à 1982 : gouverneur du Crédit foncier de France.
- du 1er janvier 1983 au 22 mai 1990 : président-directeur général du Crédit naval
- 1983 à 1991: président de la Compagnie française d'épargne et de crédit 
- 1984 à 1988 : président de la SA d'HLM "Le Nouveau Foyer" 
- 1985 à 1995: président de Foncier Habitat 
À son décès il était Inspecteur général des finances honoraire, gouverneur honoraire du Crédit foncier et président d'honneur de l'Association fiscale internationale (International Fiscal Association).